# Guichen
Guichen är en kommun i departementet Ille-et-Vilaine i regionen Bretagne i nordvästra Frankrike. Kommunen ligger i kantonen Guichen som tillhör arrondissementet Redon. År 2022 hade Guichen 9 203 invånare.

## Befolkningsutveckling
Antalet invånare i kommunen Guichen
Referens:INSEE